# John Sherwood
John Sherwood (Reino Unido, 4 de junio de 1945) es un atleta británico retirado, especializado en la prueba de 400 m vallas en la que llegó a ser medallista de bronce olímpico en 1968.

## Carrera deportiva
En los JJ. OO. de México 1968 ganó la medalla de bronce en los 400 metros vallas, ocn un tiempo de 49.03 segundos, llegando a la meta tras su compatriota David Hemery que con 48.12 segundos batió el récord del mundo, y el alemán Gerhard Hennige.